# Simulium nigrogilvum
Simulium nigrogilvum är en tvåvingeart som beskrevs av Sophia L.M. Summers 1911. Simulium nigrogilvum ingår i släktet Simulium och familjen knott.
Artens utbredningsområde är Thailand. Inga underarter finns listade i Catalogue of Life.